# 札达县
札达县（藏語：རྩ་མདའ་རྫོང་།，威利转写：rtsa mda' rdzong，藏语拼音：Zanda Zong）是中华人民共和国西藏自治区阿里地区下属的一个县，其位于阿里地区西南部。札达在藏语中，意思是“下游有草的地方”。札达县原为札布让宗和达巴宗属地，1956年10月两宗合并，设札达宗办事处。1960年设立札达县。

## 人口
据2010年第六次全国人口普查资料，札达县常住人口6883人，为全国人口最少的县，平均每平方公里仅0.25人。
根據第七次人口普查數據，截至2020年11月1日零時，札達縣常住人口8454人。

## 地理
有象泉河贯穿其中，境内有古格王国遗址，札达土林等风光。
在札达县，中国与印度有中印边界中段領土爭議四处：
1. 巨哇（英语：Gue_(Lahul_and_Spiti)）、曲惹（英语：Kaurik）地区：位于札达县楚鲁松杰乡西南，面积332平方公里[4]。1954年，印度官方地图标为已定界，将该地区划入印度，形成争议。1958年6月2日，印军從江阿尔(Sumdo)进入巨哇、曲惹，并在曲惹修房设卡，从此控制该区，现今由喜马偕尔邦拉豪爾和斯皮提縣管辖。
2. 什布奇山口地区：Tashigang（英语：Tashigang,_Himachal_Pradesh）位于什布奇山口以西至活不桑河，争议面积共35平方公里，属札达县底雅乡什布奇村[5]。1958年4月，印度控制該地，现今由喜马偕尔邦金瑙爾縣管辖。
3. 桑、葱莎、波林三多地区：位于札达县城西偏南，属于西藏阿里地区札达县托林镇波林村管辖，面积1451平方公里[6]。1954年印度控制該地，现今由北阿坎德邦北卡什县管辖。
4. 然冲(Ranchong，印称Silakang)、乌热（英语：Barahoti）、拉不底（英语：Lapthal）、上香扎(Sangchamalla)地区：总面积855平方公里，其中乌热地区面积135平方公里。属于札达县达巴乡[7]。印度1956年6月曾控制乌热。7月，控制香扎(Sangcha)、拉不底，现今由北阿坎德邦杰莫利县管辖。

另外，在札达县楚鲁松杰乡与印度拉达克的交界处，有楚马要塞争议区。

## 行政区划
札达县下辖1个镇、6个乡：
托林镇、萨让乡、达巴乡、底雅乡、香孜乡、曲松乡和楚鲁松杰乡。